# Loughcrew

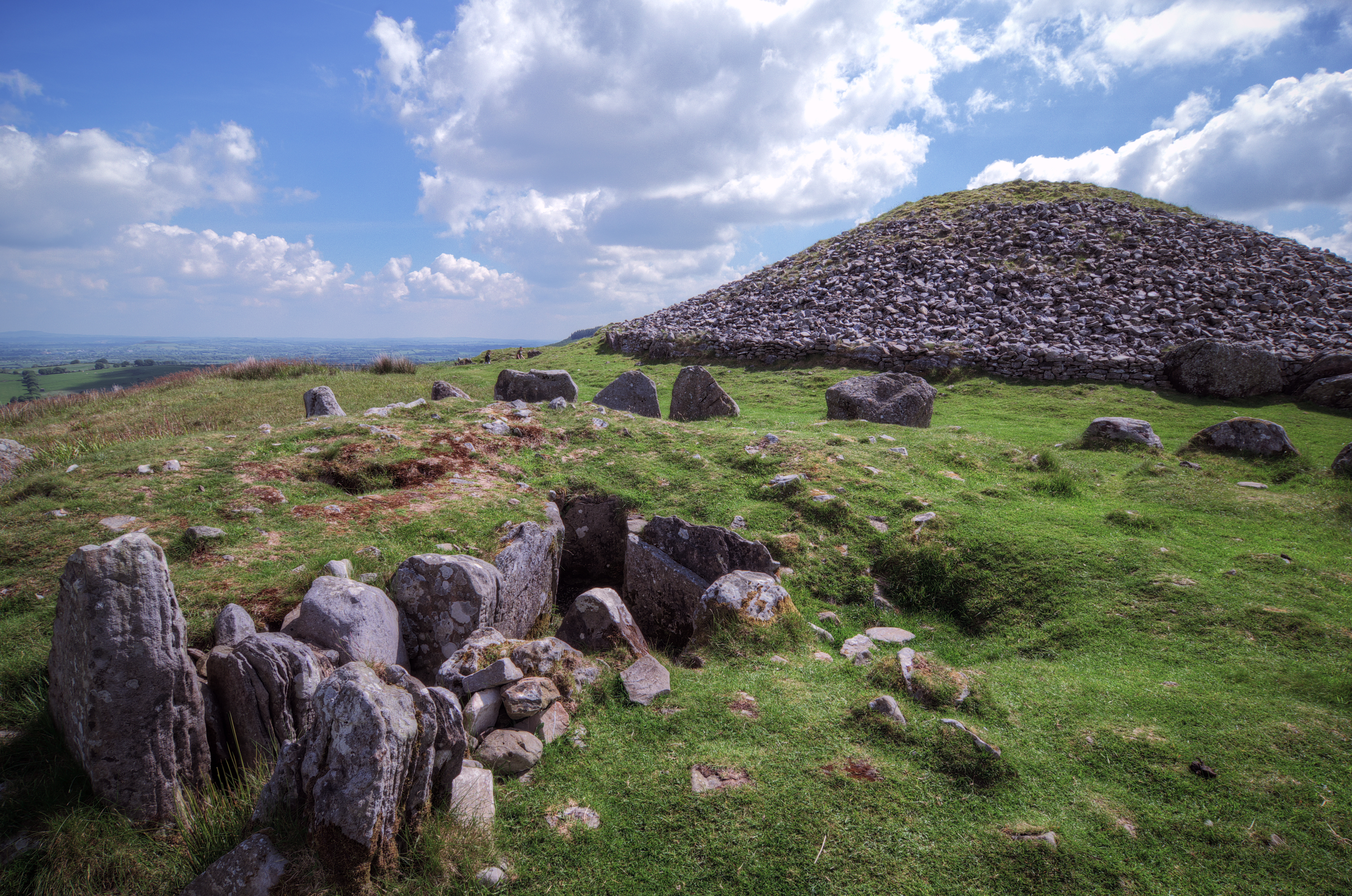
Cairn S y Cairn T

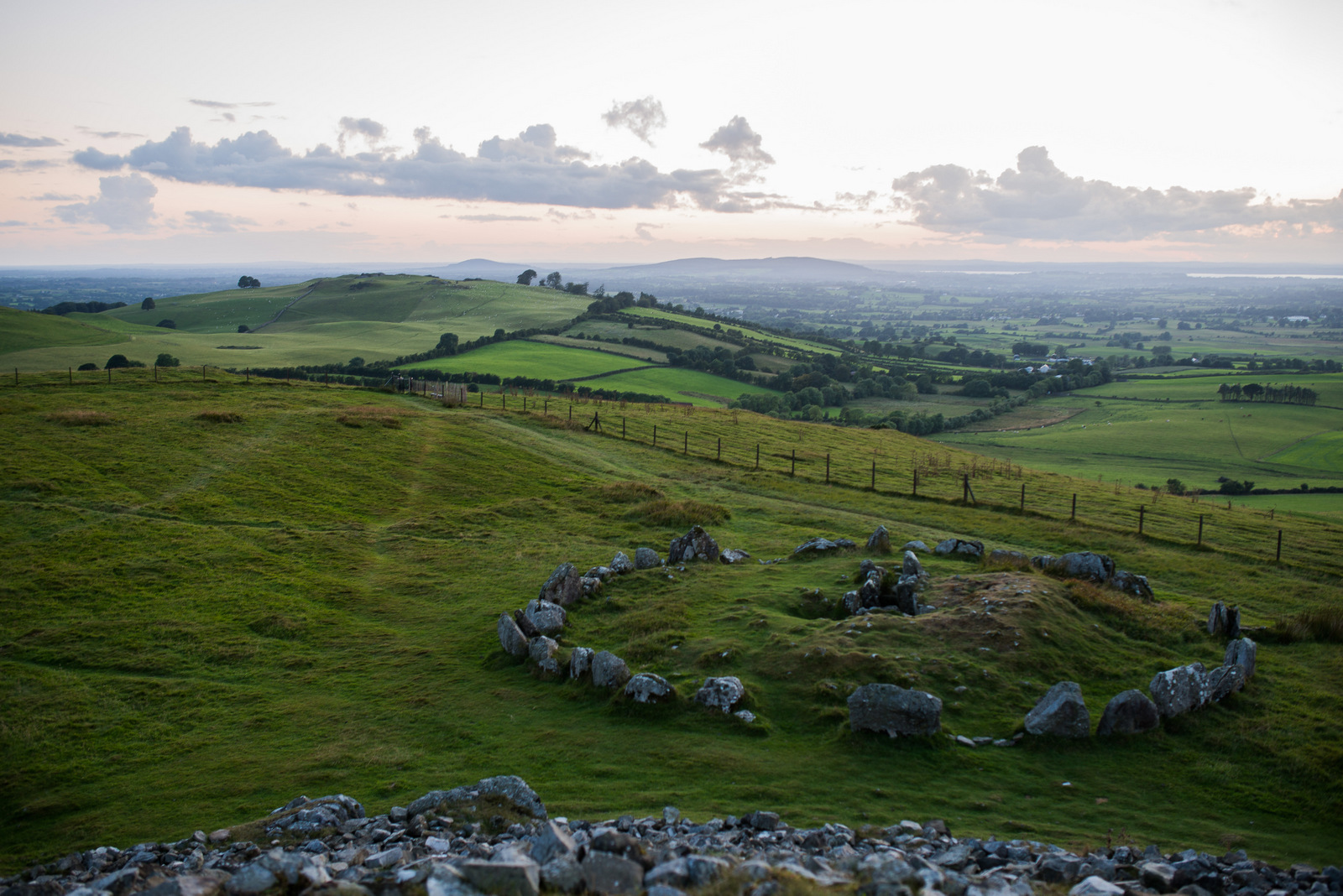
Vista desde arriba de una de las tumbas

Loughcrew o Lough Crew (del irlandés: Loch Craobh que significa "lago del árbol") es un área de gran importancia histórica cerca de Oldcastle, en el Condado de Meath, Irlanda. Posee un grupo de tumbas megalíticas que datan del IX milenio a. C., los cuales se hallan en la cima de una cordillera. Los cerros y las tumbas juntos se conocen como Slieve na Calliagh (Sliabh na Caillí) y son el punto más alto en Meath.  Está considerado una de las cuatro tumbas de corredor más importantes en Irlanda y es un Monumento Nacional protegido. El área también posee el estado de Loughcrew en su interior, por el cual recibe su nombre.

## Las tumbas

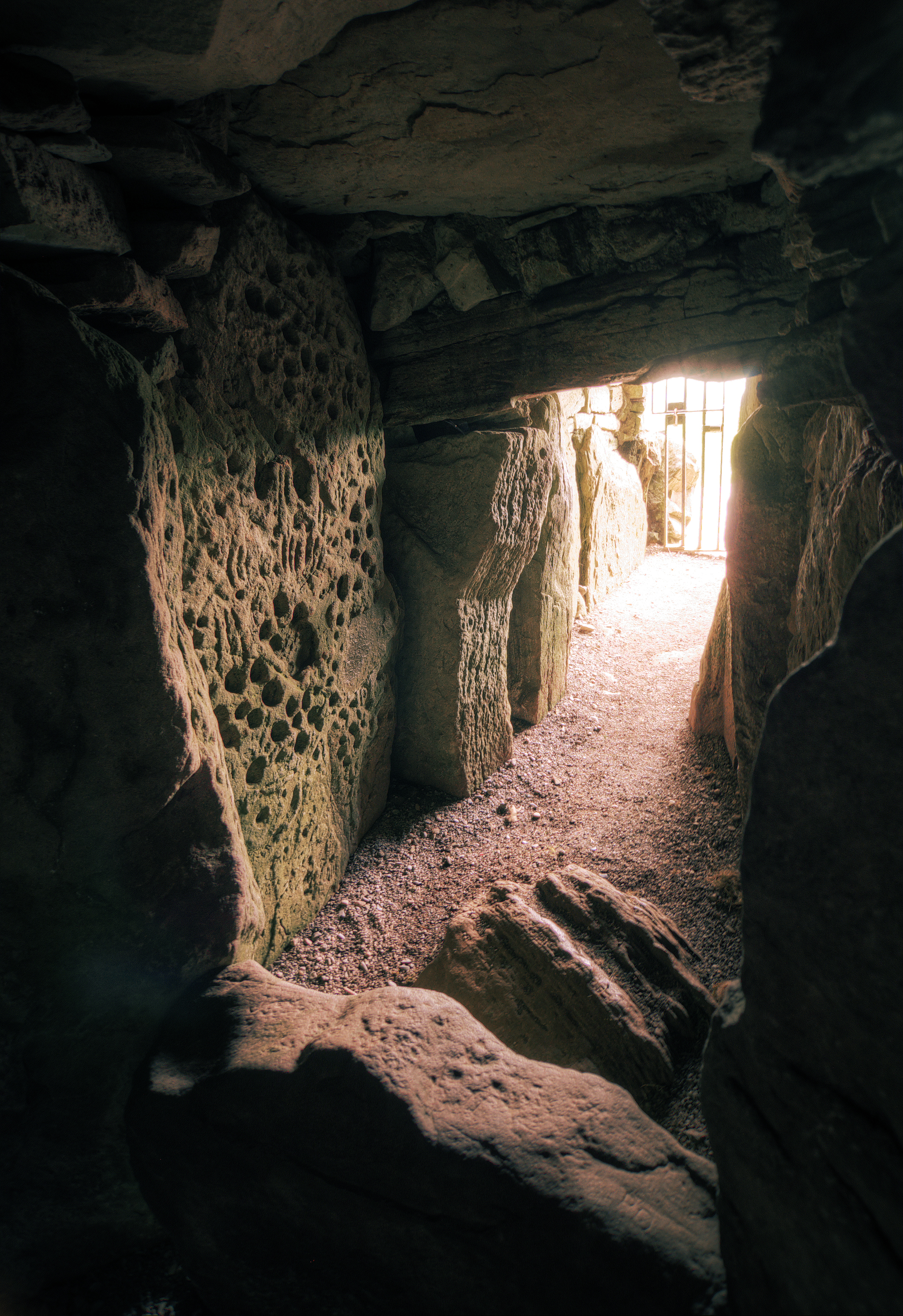
El pasaje interior del Cairn T

Loughcrew es uno de las cuatro tumbas de corredor más importantes de Irlanda (las otras son Brú na Bóinne, Carrowkeel y Carrowmore). El sitio abarca cuatro cumbres: Carnbane East, Carbane West, Carrickbrack y Patrickstown. Estas cumbres y las tumbas juntas se conocen como Slieve na Calliagh o Sliabh na Caillí, que significa "montaña de Cailleach", la diosa-bruja de la mitología irlandesa. Según la leyenda los monumentos fueron creados cuando una bruja gigante, que caminaba con pasos largos por la tierra, se le cayó su carga de grandes piedras de su delantal. 
Ningún programa completo de datación ha sido conducido allí, pero se estima que los monumentos son aproximadamente del 3300 a. C. Los sitios constan de cámaras cruciformes cubiertas en su mayoría de montículos. Se observa un estilo único de petroglifos megalíticos, que incluyen rombos, diseños en forma de hojas, así como también círculos, algunos rodeados de líneas radiales. Las orthostats y las piedras estructurales de los monumentos tienden a ser de piedra arenisca de color verde, la cual era lo suficientemente suave como para tallar. Esto también las hace vulnerables al vandalismo. El folclore irlandés sostiene que  es de mala suerte dañar o faltarle el respeto a esas tumbas y que al hacer esto podría traer una maldición sobre uno.
En 1980 el investigador irlandés-estadounidense Martin Brennan descubrió que el cairn T en Carnbane East está posicionado para recibir los rayos del sol en el equinoccio de primavera y de otoño - con la luz pasando por el pasaje e iluminando el arte en la piedra de atrás. Brennan también descubrió alineaciones en el cairn L (53°44′36″N 7°08′03″O / 53.743299, -7.134040  /  / 53.743299; -7.134040), Knowth, y Dowth en el Valle Boyne. La alineación del cairn T es parecida a la conocida iluminación de la tumba de corredor en Brú na Bóinne(Newgrange), la cual está alineada para atrapar los rayos del amanecer del solsticio de invierno.
Hay aproximadamente veintitrés tumbas en el complejo de Loughcrew además del cairn L y el  T, junto con sitios arqueológicos adicionales.

## Historia moderna
En siglos más recientes Loughcrew llegó a ser la sede de una rama de la familia Hiberno-normanda Plunkett, de quién el miembro más famoso llegó a ser el martirizado Oliver Plunkett. La iglesia familiar se halla en el terreno de los jardines de Loughcrew. Con su ubicación aislada e inhóspita, Sliabh na Caillí llegó a ser un punto de encuentro crítico durante la marginación de católicos debido a las leyes penales de Irlanda. Aunque el bosque ya no está un ejemplo excelente de una piedra usada como altar en la eucaristía se puede observar todavía en la cima de Sliabh na Caillí. Los Plunketts estuvieron implicado en gestionar la Irlanda confederada de la década de 1640 y fueron despojados por el Acta de Establecimiento de Irlanda de 1652. La propiedad en Loughcrew fue asignada por Sirr William Petty a la familia Naper alrededor de 1655. Los Napers son descendientes de Sir Robert Napier que fue Barón jefe de la Corte Irlandesa de Exchequer en 1593.
Los Napers construyeron un estado extenso de unos 180,000 acres (730 km²) en el norte de Meath en los siglos subsiguientes que reflejaron lo desarrollado por su vecinos, los Cromwellians, los Taylor de Headfort. Después del tercer devastador fuego, en 1964, los tres hijos Naper fueron a corte y pidieron que el gobierno permitiera que el fideicomiso familiar fuera invalidado y que el estado fuera dividido entre los tres hijos. Posteriormente la casa y los jardines han sido restaurados por Charles y Emily Naper, quienes abrieron los jardines y organizan un festival de ópera anual.